# Pascual Roch

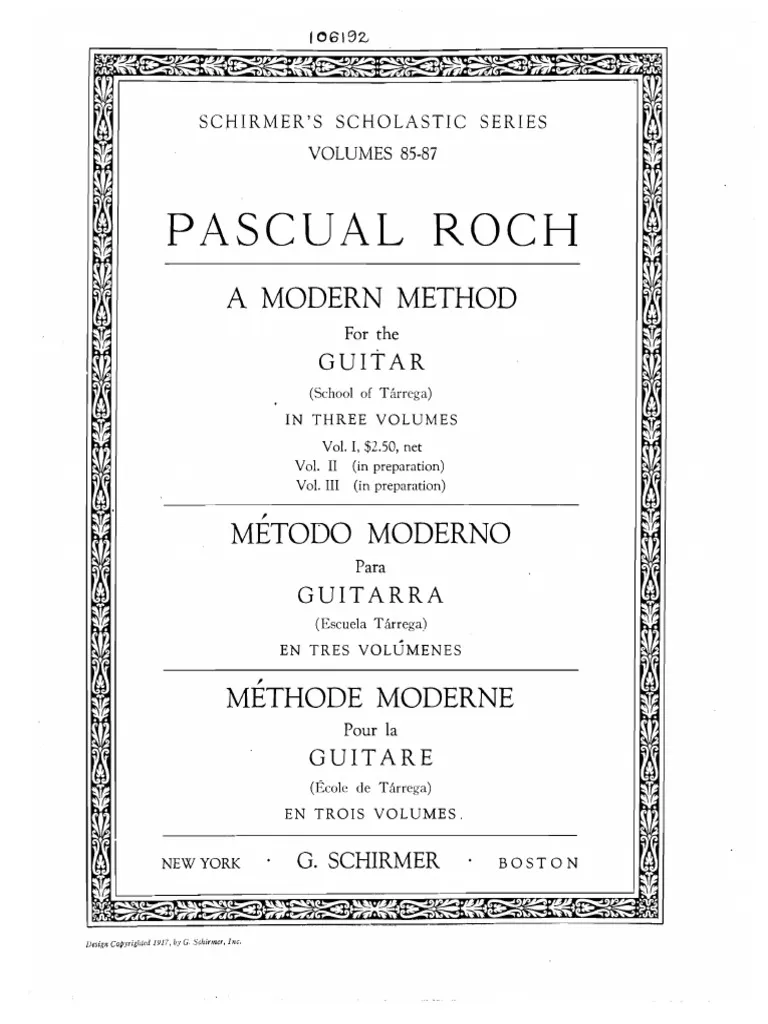
Método de guitarra del guitarrista y lutier español Pascual Roch

Pascual Roch Contelles (Valencia, España, 1864 – Habana, Cuba, 1921), fue un guitarrista, compositor y lutier español.

## Biografía
Pascual Roch fue un guitarrista español nacido en Valencia (España) en 1864 y muerto en La Habana (Cuba) en 1921. Fue alumno de Francisco Tárrega. Desde niño Roch fue un apasionado de la guitarra, pero la principal ocupación a la que dedicó buena parte de su vida fue a la construcción de guitarras, en una fábrica de Valencia que él mismo dirigía. Su trabajo como lutier le otorgó un gran respeto entre los guitarristas, pero no como artista.
En 1911 Roch abandonó Europa y se instaló en La Habana, donde murió.
Pascual Roch es autor de "El método moderno para la guitarra según el método Tárrega" en 3 volúmenes, publicado en 1921 en Nueva York. En 1962, el método fue modificado en forma abreviada en la URSS por A. Ivanov-Kramskoy.
Es relativamente común encontrar diferentes instrumentos musicales de cuerda pulsada de su factura en España, desde guitarras clásicas a guitarras-lira.